# Кропоткин, Алексей Иванович
Князь Алексе́й Ива́нович Кропо́ткин (Крапоткин; 8 (20) марта 1816 — 14 (27) ноября 1903) — генерал-лейтенант (1873), генерал-майор Свиты (1858), московский обер-полицмейстер (1858—1860), лужский уездный предводитель дворянства (1897—1900).

## Биография
Единственный сын князя Ивана Алексеевича Кропоткина (1777—1866) и Натальи (по другим данным — Прасковьи) Артамоновны Кожиной, племянницы светлейшего князя П. В. Лопухина.
Образование получил в Благородном пансионе при Санкт-Петербургском университете, из которого выпущен в 1834 году с правами 1-го разряда. Вступил в службу 25 мая 1836 вольноопределяющимся унтер-офицером в лейб-гвардии Кирасирский полк. Произведён: в юнкеры (16.04.1837), в корнеты (18.04.1837), в поручики (01.07.1839). С 31.03.1838 исполнял должность полкового адъютанта, 3 августа 1839 года был утверждён в должности.
По прошению 30 января 1841 года переведён в Сумский гусарский полк, 10 апреля был назначен адъютантом к варшавскому генерал-губернатору генерал-лейтенанту А. А. Писареву. Штабс-ротмистр (16.01.1844), ротмистр (22.04.1846). Прикомандирован к лейб-гвардии Кирасирскому полку, 6 марта 1847 с переведён в этот полк с производством в гвардии штабс-ротмистры. 14 марта 1847 года утверждён в должности полкового адъютанта, которую исполнял с 12 июля 1846 года. 6 декабря 1851 года Кропоткин был произведён в гвардии ротмистры. Принимал участие в Венгерском походе 1849 года.
1 мая 1853 года был назначен флигель-адъютантом императора Александра. Числился по армейской кавалерии и с причислением к Министерству внутренних дел, где исполнял различные поручения: неоднократно направлялся в различные губернии для наблюдения за приемом рекрутов, в Херсонский и Перекопский военные госпитали для осмотра раненых. Участвовал в Крымской войне 1854-55 годов, включая оборону Севастополя. С 20 декабря 1854 по 24 февраля 1855 года находился при главнокомандующем военными сухопутными и морскими силами в Крыму. 6 декабря 1855 года произведён в полковники с оставлением звания флигель-адъютанта. С 1857 года князь Кропоткин принимал участие в работе комиссии, созданной для рассмотрения следственных дел и дознаний и для вынесения приговоров о беспорядках и злоупотреблениях по снабжению различными довольствиями Крымской и Южной армий.
1 января 1858 года он был назначен исправлять должность московского обер-полицмейстера; 30 января того же года произведён «за отличие по службе» в генерал-майоры с назначением в свиту императора и утверждением в настоящей должности. С 1863 года отдано старшинство в чине. В декабре 1858 года, исполняя предписание московского военного генерал-губернатора А. А. Закревского, возглавил комиссию из чинов городской полиции, составившую и утвердившую инструкцию «Об обязанностях и правах полицмейстеров и подчиненных им полицейских чинов».
Был отправлен в отставку 12 ноября 1860 года. Позднее был назначен председателем временной Высочайше учрежденной комиссии для словесной расправы между нанимателями, рядчиками, рабочими или мастеровыми в Москве 23 декабря 1860 года. В 1873 году Кропоткину был присвоен чин генерал-лейтенанта.
В 1897 году князь Кропоткин был избран лужским уездным предводителем дворянства и занимал эту должность до 1900 года. Известно, что в 1880 году кроме 4000 десятин земли в Лужском уезде Санкт-Петербургской губернии, за ним состояло: 7000 десятин леса в Белозерском уезде Новгородской губернии; 1500 десятин земли в Пронском и Спасском уездах Рязанской губернии; 16000 десятин леса в Глазовском уезде Вятской губернии.
Кропоткин состоял вице-президентом Санкт-Петербургского попечительного о тюрьмах комитета.
Скончался 14 (27) ноября 1903 года и был похоронен в церкви села Половского Спасского уезда (Рязанская губерния).

## Браки и дети
Первая жена (с 19 января 1847 года) — княжна Антонина Сергеевна Щербатова (14.04.1818—1861), фрейлина двора, дочь князя Сергея Григорьевича Щербатова от брака с княжной Анной Михайловной Хилковой. Родилась в Петербурге, крещена 20 апреля 1818 года в церкви при Главном управлении почт и телеграфов при восприемстве О. П. Козодавлева и тетки графини С. Г. Шуваловой. Венчание с Кропоткиным было в Симеоновской церкви на Моховой улице и за невестой числилось в селе Кузьминском Рязанской губернии 800 душ крестьян. 
- Иван (18.03.1848—8.05.1849);
- Наталья (22.07.1850—после 1905);
- Сергей (9.02.1853—16.02.1931) — ротмистр 12-го гусарского полка[5]. Женат четыре раза: 1. на баронессе Евгении (Изабелле) Александровне фон Остен-Дризен (3.05.1857—23.03.1917), дочери генерал-майора бар. Александра Федоровича фон дер Остен-Дризен, развелись; 2. на Елизавете Федоровне Кребель, развелись в 1910 году ; 3. с 1911 года на Ольге Владимировне Давыдовой; 4. с 8.01.1918 на фрейлине княжне Евгении Сергеевне Гагариной (1871—1952);
- Антонина (9.02.1853—после 1912) — с 1880 года супруга титулярного советника Александра Павловича Галахова (1850—1897);
- Николай (12.05.1855—16.01.1909) — майор в отставке, с 1887 года женат на княжне Анне Николаевне Лобановой-Ростовской (1864—1922), которая во втором браке была за князем Евгением Барятинским;
- Людмила
- Александр
- Алексей (1859—1949) — земский деятель, действительный статский советник, с 1887 женат на Елизавете Павловне Галаховой (1864—1946), внучке санкт-петербургского обер-полицмейстера А. П. Галахова. Похоронен в Сан Франциско вместе с супругой.

Вторая жена (с 11 ноября 1870 года) — Прасковья Ильинична Бибикова (1839—1903), фрейлина двора, дочь Ильи Гавриловича Бибикова от брака его с  Варварой Петровной Мятлевой. Венчались в Петербурге в Введенской церкви Константиновского дворца. В браке родились:
- Иван (1872—после 1925) — ротмистр 5-го драгунского полка[5], женат на Екатерине Ивановне Дальберг-Соловьевой;
- Александра (1874—1936) — фрейлина;
- Мария
- Илья (1878—1943) — командир 3-го Кабардинского полка (1919). Женат дважды: на Софии Леонардовне фон Штейнгейль (1886—1920); 2) с 1922 года на Сюзанне Curry (1887—1930).

## Награды
- орден Св. Анны 3-й ст. (06.12.1849);
- монаршее благоволение «за примерную быстроту и точность в передачи повелений Государя Императора» (1853);
- знак отличия за XV лет беспорочной службы (1854);
- монаршее благоволение «за отличное и вполне удовлетворительное исполнения возложенного на него поручения» (1855);
- орден Св. Анны 2-й ст. (07.04.1855); императорская корона к ордену (26.08.1856);
- орден Св. Станислава 1 степени (1861);
- орден Св. Анны 1-й ст. (1864); императорская корона к ордену (1867);
- орден Св. Владимира 3-й ст. (03.08.1860);
- орден Св. Владимира 2-й ст. (1870);
- серебряная медаль «За защиту Севастополя»,
- бронзовая медаль «В память войны 1853—1856».

## Комментарии
1. ↑  Из многочисленной рязанской ветви князей Кропоткиных (потомков князя Бориса Михайловича Кропоткина). Связь этой ветви с родом долгое время была до конца не выяснена. В «Большой Российской энциклопедии» князь Борис показан сыном гдовского воеводы Михаила Ивановича Большого Кропоткина (ум. после 1598) и братом Кузьмы-Воина Михайловича (ум. не ранее 1643).